# Pamlény, Borsod-Abaúj-Zemplén
Pamlény este un sat în districtul Szikszó, județul Borsod-Abaúj-Zemplén, Ungaria, având o populație de 50 de locuitori (2011). 

## Demografie
Componența etnică a satului Pamlény
     Maghiari (83,33%)
     Necunoscut (16,67%)
     Alții (16,67%)
Componența confesională a satului Pamlény
     Romano-catolici (32%)
     Greco-catolici (12%)
     Fără religie (6%)
     Necunoscută (50%)
Conform recensământului din 2011, satul Pamlény avea 50 de locuitori. Din punct de vedere etnic, majoritatea locuitorilor (83,33%) erau maghiari. Apartenența etnică nu este cunoscută în cazul a 16,67% din locuitori. Nu există o religie majoritară, locuitorii fiind romano-catolici (32,0%), greco-catolici (12,0%) și persoane fără religie (6,0%). Pentru 50,0% din locuitori nu este cunoscută apartenența confesională.